# Internationaal decennium voor mensen van Afrikaanse afkomst

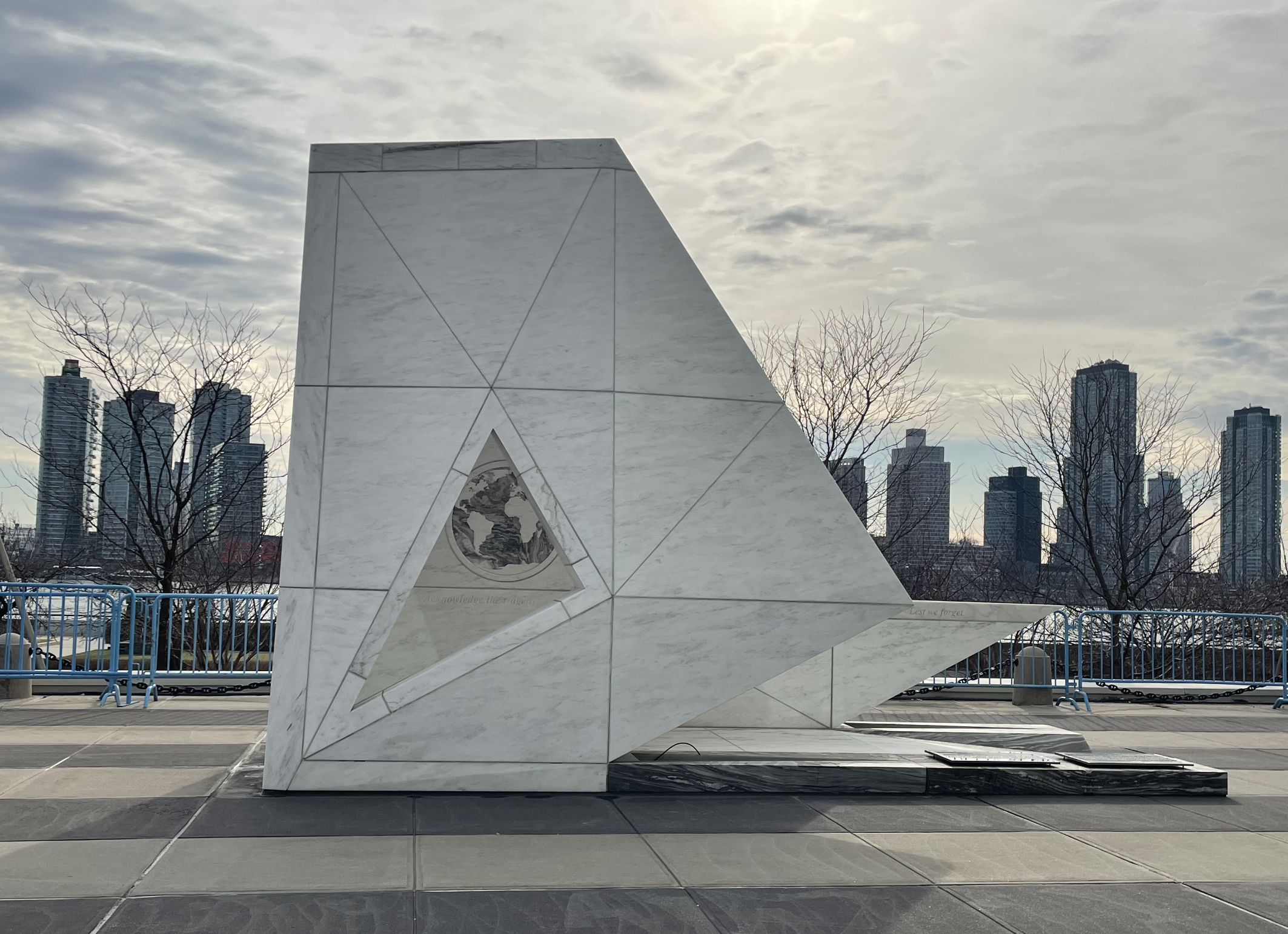
"De Ark van terugkeer" - Het monument ter ere van de slachtoffers van de slavernij en de trans-Atlantische slavenhandel bij de Verenigde Naties in New York ontworpen door Rodney Leon.

Het internationale decennium voor mensen van Afrikaanse afkomst werd uitgeroepen door de Algemene Vergadering van de Verenigde Naties in een resolutie (68/237) aangenomen op 23 december 2013. Het decennium loopt van 1 januari 2015 tot 31 december 2024 en heeft als thema "Mensen van Afrikaanse afkomst: erkenning, gerechtigheid en ontwikkeling".

## Doelstellingen
De doelstellingen van het Internationale decennium voor mensen van Afrikaanse afkomst zijn:
- Bevorderen van respect, bescherming en naleving van alle mensenrechten en fundamentele vrijheden door mensen van Afrikaanse afkomst, zoals erkend in de Universele Verklaring van de Rechten van de Mens;
- Bevorderen van meer kennis van en respect voor het diverse erfgoed, de cultuur en de bijdrage van mensen van Afrikaanse afkomst aan de ontwikkeling van samenlevingen;
- Nationale, regionale en internationale wettelijke kaders goedkeuren en versterken volgens de verklaring en het actieprogramma van Durban en het Internationaal Verdrag inzake de uitbanning van alle vormen van rassendiscriminatie en zorgen voor de volledige en effectieve implementatie ervan.[4][5]

Stappen en maatregelen te nemen door de Algemene Vergadering van de Verenigde Naties:
- Benoeming van de Hoge Commissaris van de Verenigde Naties voor de mensenrechten om op te treden als coördinator van het decennium;
- Oprichting van een forum dat als raadplegingsmechanisme dient. Dit werd het permanent forum over mensen van Afrikaanse afkomst (Engels: "Permanent Forum on People of African Descent);[6]
- Organiseren van een evaluatie van het decennium;
- Instellen van een permanent gedenkteken bij het VN-hoofdkwartier ter ere van de nagedachtenis van de slachtoffers van slavernij en de trans-Atlantische slavenhandel. Dit monument, de Ark van terugkeer, is in 2015 onthuld.[7]

## Achtergrond

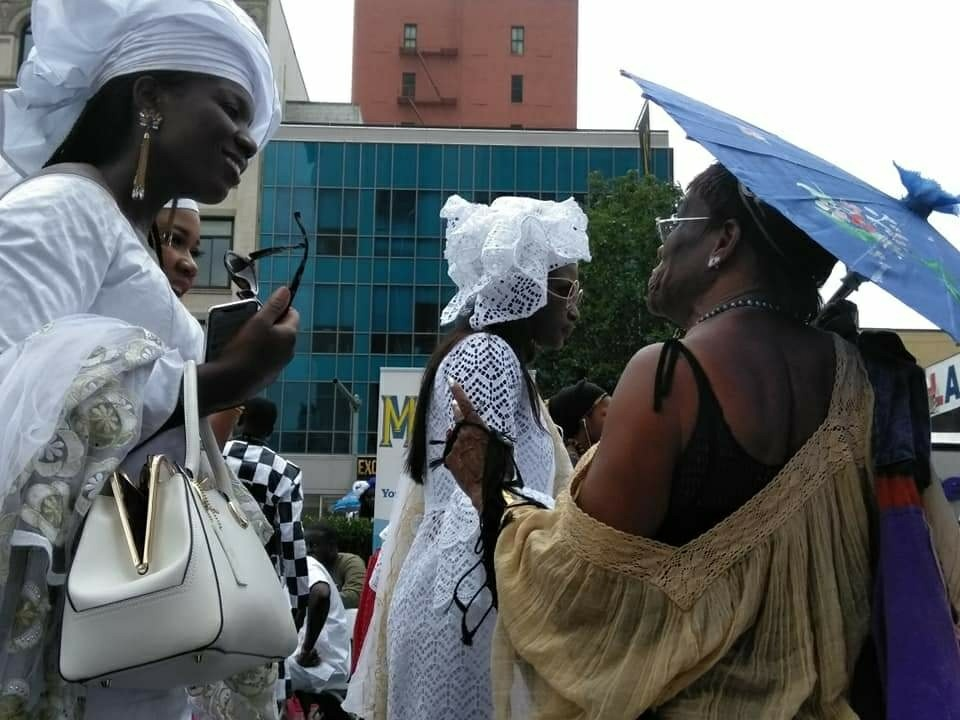
Afrikaans-Senegalese diaspora in Harlem (New York).

De eerste ideeën voor het Internationale Decennium voor mensen van Afrikaanse afkomst kwamen uit de derde Wereldconferentie tegen Racisme in Durban in 2001 die leidde tot de goedkeuring van de Verklaring en het Actieprogramma van Durban. De 'Verklaring van Durban' verklaarde dat de bevolking van Afrika het slachtoffer was geworden van slavernij en de trans-Atlantische slavenhandel en daar de doorwerking nog steeds van ondervond en riep landen daarbij op om specifieke maatregelen te treffen om racisme en vreemdelingenhaat te helpen bestrijden en de slachtoffers ervan te beschermen. Tijdens het Internationaal jaar voor mensen van Afrikaanse afkomst, tien jaar later in 2011, riepen de Verenigde Naties (VN) op tot het vergroten van deze inspanningen. Twee jaar later, in december 2013, beslisten de VN dat op 1 januari 2015 het Internationaal decennium voor mensen van Afrikaanse afkomst van start zou gaan.

## Activiteiten in Nederland

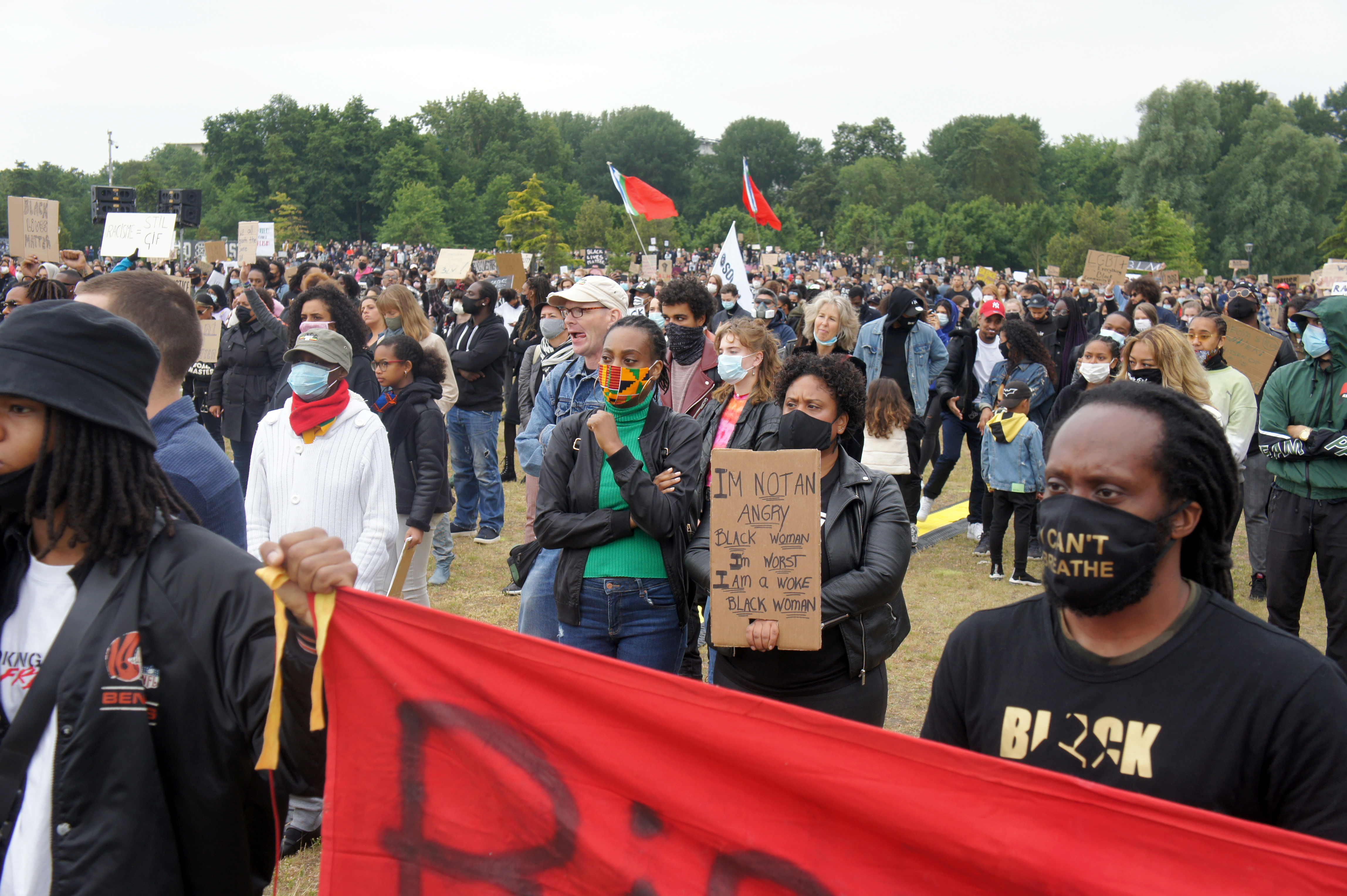
Black Lives Matter-demonstratie in Amsterdam op 10 juni 10, 2020

De Nederlandse invulling van het decennium voor mensen van Afrikaanse afkomst is gebruikt om de aanpak van racisme in Nederland te versterken. Dit sloot aan op het in 2015 door het   ministerie van Sociale Zaken en Werkgelegenheid (SZW) gestarte nationale interdepartementale actieplan antidiscriminatie. Tot een nationaal actieplan zoals de VN voorschreven, is het in Nederland echter niet gekomen en veel bekendheid heeft het internationale decennium niet gekregen. Wel is een 12-puntenplan opgesteld en zijn fondsen beschikbaar gesteld door VWS via het VN Decennium Fonds Sociaal van het Oranje Fonds) en het VN Decennium Fonds Cultuur van het Prins Bernhard Cultuurfonds. In 2016 werd een prijsvraag Decade Innovation Award'' uitgeschreven.
Op 30 augustus 2022 werd wel het Nationaal Programma tegen Discriminatie en Racisme gelanceerd door Rabin S. Baldewsingh, de Nationaal Coördinator tegen Discriminatie en Racisme (NCDR). Dit programma was mede een uitvloeisel van de Black Lives Matter-demonstraties in 2020 en werd geïnitieerd vanuit meerdere ministeries. Anders dan het decenniumprogramma voor mensen van Afrikaanse afkomst is het Nationaal Programma algemeen gericht en omvat naast het tegengaan van anti-zwart racisme ook het bestrijden van seksisme, xenofobie, homofobie, transfobie, validisme, antisemitisme, moslimdiscriminatie en alle andere vormen van uitsluiting.

## Internationale dag van mensen van Afrikaanse afkomst
In 2021 hebben de Verenigde Naties 31 augustus uitgeroepen tot Internationale Dag voor Mensen van Afrikaanse Afkomst (in het Engels: International Day for People of African Descent). Zij willen hiermee de buitengewone bijdragen van mensen uit de Afrikaanse diaspora over de hele wereld benadrukken en alle vormen van discriminatie van mensen van Afrikaanse afkomst uitbannen.